# Dienstuniform bei deutschen Feuerwehren
Neben der Einsatzbekleidung umfasst die Dienstkleidung der Feuerwehren auch eine Dienstuniform bei den deutschen Feuerwehren. Umgangssprachlich wird diese Ausgehuniform auch Dienstanzug oder Ausgehanzug genannt. Die Dienstuniform wird bei den meisten Mitgliedern der Feuerwehr, insbesondere bei den Mitgliedern von Freiwilligen Feuerwehren, nur zu besonderen Anlässen getragen. Bei den feuerwehrtechnischen Bediensteten ist es die tägliche Arbeitsbekleidung, sofern die jeweilige Behörde nichts anderes regelt.

## Bestandteile
Grundsätzlich besteht die Dienstuniform aus:
- Schirmmütze
- Uniformjacke
- Uniformhose
- Uniformhemd
- Binder
- Schuhe und Strümpfe (müssen meist selbst gekauft werden)

bei Frauen kann es auch Abweichungen geben in Form von:
- Damenmütze
- Uniformrock
- Halstuch
- Damenbluse

Ergänzende Bekleidung kann sein:
- Leibriemen/Koppel
- Handschuhe
- Uniformmantel
- Uniformparka/-Anorak
- Uniformbluse
- Uniformpullover mit Schulterklappen
- Uniformstrickjacke
- Fleece- und Softshelljacke

## Trageanlässe

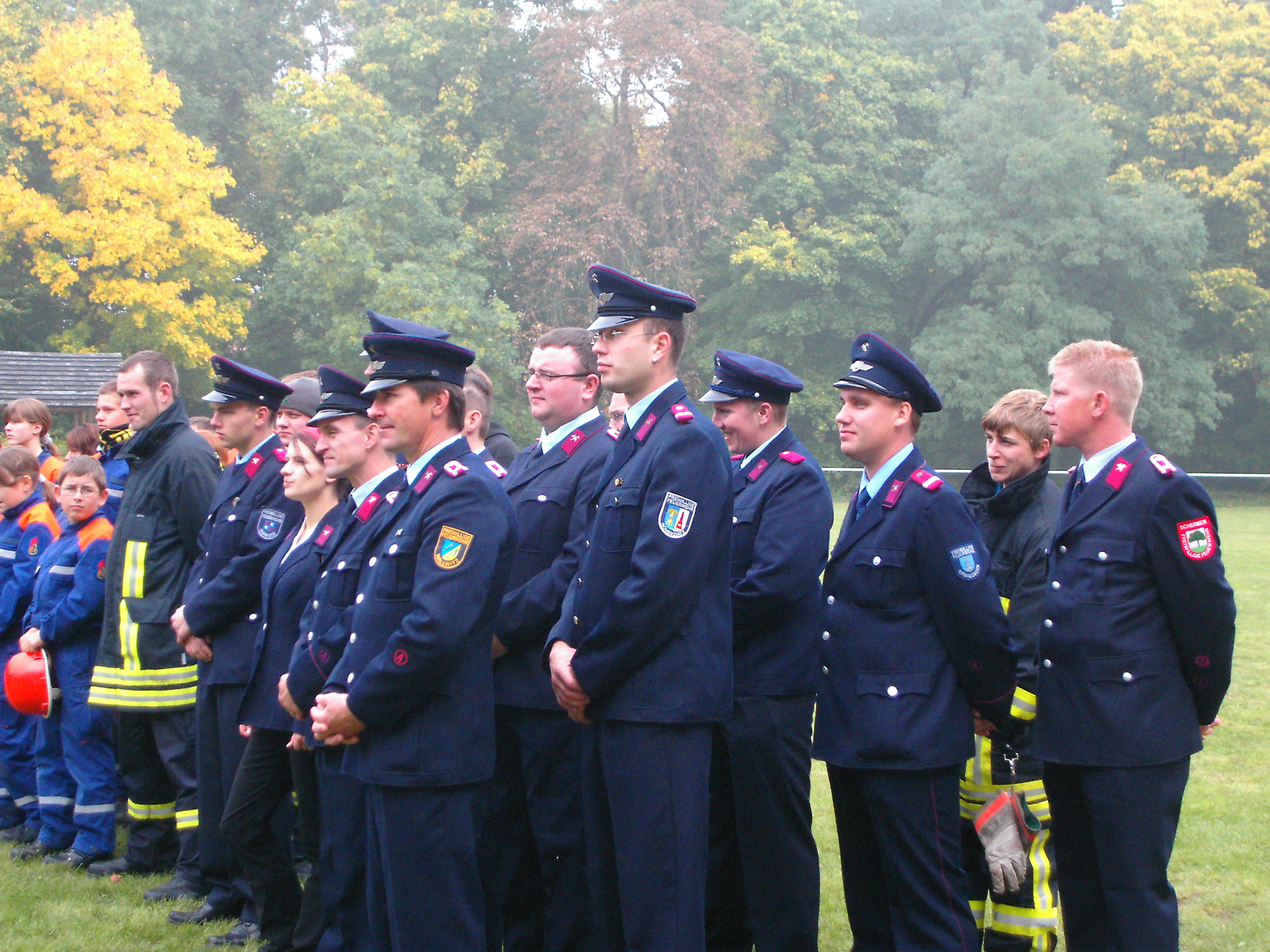
Kampfrichter beim Kreisausscheid in Sachsen-Anhalt

Die Dienstuniform darf nur zu dienstlichen Zwecken benutzt werden. Diese Anlässe können sein:
- Jahreshauptversammlungen
- Ehrungen von Kameraden oder Kameradinnen
- Lehrgänge an den Landesfeuerwehrschulen bzw. auf Kreis- oder Ortsebene
- Tagungen und Versammlungen der Feuerwehrverbände
- Versammlungen der Leiter der Feuerwehren
- Kampfrichter- bzw. Schiedsrichtertätigkeiten bei Feuerwehrwettkämpfen oder -leistungsübungen
- Brandsicherheitswachdienste bei Veranstaltungen

Sie wird aber auch als Dienstbekleidung von feuerwehrtechnischen Bediensteten der Aufsichtsbehörden und Landesfeuerwehrschulen im täglichen Dienst getragen. Je ausgeprägter die Dienststellung eines Feuerwehrangehörigen ist, desto häufiger gibt es für ihn Anlässe, die Dienstuniform zu tragen.

## Dienstgrade und Auszeichnungen

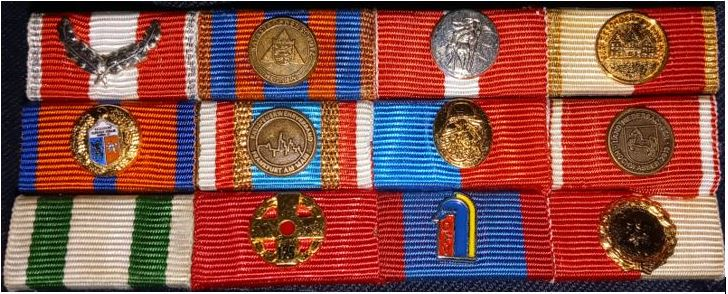
Ehrenabzeichen Feuerwehr (Deutschland)

Der Dienstgrad eines Feuerwehrmitgliedes ist an den Schulterklappen der Uniformjacke oder des Uniformhemdes/Damenbluse erkennbar. Je nach Landesrichtlinien über die Verleihung der Dienstgrade lässt sich so auch ein Ausbildungsstand ableiten. Jedoch trifft dies nicht immer zu, gerade bei älteren Kameraden kann es sein, dass diese einen Dienstgrad tragen, den sie nach der gültigen Richtlinie nicht erhalten würden. Hier greift aber der Bestandschutz, eine Degradierung aufgrund einer Gesetzesänderung ist nicht zulässig.
Neben den Dienstgraden können auch Sonderfunktionen am Ärmel getragen werden, wie z. B.:
Einsatzfunktionen
- Atemschutzgeräteträger
- Funkgerätebediener
- Maschinist

Verwaltungsfunktionen
- Leiter einer Feuerwehr und stellvertretender Leiter einer Feuerwehr
- Jugendfeuerwehrwart und stellvertretender Jugendfeuerwehrwart
- Abschnittsleiter
- Kreisbrandinspektor und stellvertretender Kreisbrandinspektor
- Kreisbrandmeister und stellvertretender Kreisbrandmeister
- Landesbrandmeister und stellvertretender Landesbrandmeister

Des Weiteren können über der linken Brusttasche auch noch die erhaltenen Auszeichnungen und auf der linken Brusttasche ein Anhänger mit dem Landeswappen getragen werden. Es gelten hierfür die Bestimmungen des jeweiligen Bundeslandes und die Richtlinien für die Überreichung und das Tragen von Auszeichnungen.

## Erlasse, Vorschriften und Verordnungen
Die meisten Bundesländer in Deutschland haben einen Erlass, eine Verordnung oder eine Vorschrift zum Tragen von Dienstbekleidung. In diesen ist das Tragen eines Dienstanzuges geregelt, Ausnahmen bilden hier von nur die Stadtstaaten Berlin, Bremen und Hamburg. Neben der Regelung, dass die Dienstuniform Teil der Dienstbekleidung ist, werden auch die Bestandteile und deren Beschaffenheit geregelt. Darüber hinaus ist auch meist die Trageweise von Auszeichnungen und die Dienstgrade der Feuerwehrangehörigen mit geregelt. Sollte ein Bundesland die Trageweise der Auszeichnungen nicht selbst festlegen, so liegt die unmittelbare Anwendung der Richtlinie des Deutschen Feuerwehrverbands für die Überreichung und das Tragen von Auszeichnungen nahe.
| Wappen | Land                   | Gesetz | Dienstgrad im Bundesland |
|        | Baden-Württemberg      | Verwaltungsvorschrift des Innenministeriums über die einheitliche Bekleidung, die Dienstgrade sowie die Dienstgrad- und Funktionsabzeichen bei den Feuerwehren und im feuerwehrtechnischen Dienst in Baden-Württemberg | Baden-Württemberg        |
|        | Bayern                 | „Dienstgrad- und Funktionsabzeichen der Feuerwehren“ – Bekanntmachung des Bayerischen Staatsministeriums des Innern, für Sport und Integration (Regelt nur die Trageweise der Dienstgrad- und Funktionsabzeichen. Enthält keine Vorschriften über die Dienstuniform an sich. Es existiert aktuell lediglich eine unverbindliche Präsentation des bayerischen Landesfeuerwehrverbandes) | Bayern                   |
|        | Berlin                 | Geschäftsanweisung „Tragen von Abzeichen, Orden, Ehrenzeichen und Namenschildern bei der Berliner Feuerwehr“ | Berlin                   |
|        | Brandenburg            | Erlass des Ministeriums des Innern über das Tragen von Dienstgradabzeichen im Brandschutz des Landes Brandenburg | Brandenburg              |
|        | Bremen                 | keine Bestimmungen | Bremen                   |
|        | Hamburg                | keine Bestimmungen | Hamburg                  |
|        | Hessen                 | Hessische Verordnung über Dienst- und Schutzkleidung, Dienstgrade, Funktionen, Kennzeichnungen und Voraussetzungen für die Erlangung der Dienstgrade und Funktionen der Angehörigen der öffentlichen Feuerwehren | Hessen                   |
|        | Mecklenburg-Vorpommern | Dienstgrad- und Dienstkleiderverordnung für Freiwillige Feuerwehren und Werkfeuerwehren in Mecklenburg-Vorpommern | Mecklenburg-Vorpommern   |
|        | Niedersachsen          | Verordnung über die kommunalen Feuerwehren in Niedersachsen | Niedersachsen            |
|        | Nordrhein-Westfalen    | Regelung über die einheitliche Dienstkleidung der Feuerwehren, des Instituts der Feuerwehr NRW und der Aufsichtsbehörden des Landes Nordrhein-Westfalen | Nordrhein-Westfalen      |
|        | Rheinland-Pfalz        | Feuerwehrverordnung | Rheinland-Pfalz          |
|        | Saarland               | Verwaltungsvorschriften über die Feuerwehrbekleidung im Saarland | Saarland                 |
|        | Sachsen                | Sächsische Feuerwehrverordnung | Sachsen                  |
|        | Sachsen-Anhalt         | Verordnung über die Dienstkleidung der Feuerwehren | Sachsen-Anhalt           |
|        | Schleswig-Holstein     | Dienstkleidungsvorschriften für die Feuerwehren im Lande Schleswig-Holstein | Schleswig-Holstein       |
|        | Thüringen              | Thüringer Feuerwehr-Organisationsverordnung | Thüringen                |